# Favia speciosa
Espèce
Statut CITES
Favia speciosa est une espèce de coraux appartenant à la famille des Faviidae. Selon WoRMS, cette espèce n'est pas valide et correspond à Dipsastraea speciosa Dana, 1846.